# Petrovice
Petrovice és un poble i municipi d'Eslovàquia que es troba a la regió de Žilina, al centre-nord del país. El 2023 tenia 1.663 habitants.

## Demografia
| Godina             | 1994 | 2004   | 2014   | 2024   |
| ------------------ | ---- | ------ | ------ | ------ |
| Nombre de persones | 1339 | 1472   | 1559   | 1671   |
| Diferència         |      | +9,93% | +5,91% | +7,18% |

| Godina             | 2023 | 2024   |
| ------------------ | ---- | ------ |
| Nombre de persones | 1663 | 1671   |
| Diferència         |      | +0,48% |